# انتخابات الرئاسة الليتوانية 2009
انتخابات الرئاسة الليتوانية 2009 هي الانتخابات الرئاسية التي جرت في 19 مايو 2009، لانتخاب رئيس ليتوانيا، فاز بالانتخابات داليا غريباوسكايتي.